# Черкаська наступальна операція
Черка́ська наступальна операція — військова операція радянської армії в роки Другої світової війни по визволенню міста Черкаси, яка як частина Нижньодніпровської операції була відволікаючим маневром для успішного проходження П'ятихатської операції. Операція дала можливість оволодіти значним вузлом оборони німців на Дніпрі та утворення плацдарму оперативного значення на правому березі. А це у свою чергу порушило роботу залізничної рокади Біла Церква — Сміла — Кривий Ріг та дозволило успішному проведенню радянськими військами Корсунь-Шевченківської операції, яка у німецьких історичних джерелах називається Черкаським котлом.

## Передумови
Після нищівної поразки на Курській дузі, Адольф Гітлер все ж таки вважав, що Червона армія нізащо не ступить на правий берег Дніпра, де було утворено потужну лінію німецької оборони під умовною назвою «Східний вал». У німців були всі підстави для такої впевненості, адже за численними укріпленнями було сконцентровано чи не найпотужніше і найбільш боєздатне угруповання вермахту. Важлива роль у цій розгалуженій оборонній системі відводилась і місту Черкасам. Однак, незважаючи на таку впевненість, радянські війська за кінець літа та початок осені 1943 року, звільнивши лівобережну частину України, в кінці вересня широким фронтом вийшли до Дніпра.

## Форсування Дніпра
Форсування річки було покладено на 52-гу армію 2-го Українського фронту під командуванням генерал-лейтенанта Костянтина Коротеєва. 25 вересня поблизу південного краю міста були висаджені 3-тя та 5-та авіадесантні бригади, які об'єднались з місцевими партизанами та деякими підрозділами, яким вдалось перебратись через Дніпро в районі цукрового заводу. Вони утримували плацдарм не довго, адже після перекидання німецьких військ зі Сміли та Чигирина, їх почали витісняти назад до річки і вони змушені були відступити на лівий берег. При цьому радянські війська зазнали втрат.
У ніч з 29 на 30 вересня 254-а стрілецька дивізія почала форсувати Дніпро навпроти гирла Росі. Праворуч переправлялась 93-я, а ліворуч — 138-а стрілецькі дивізії. Разом вони захопили так званий Канівський плацдарм і вели запеклі бої, обороняючи його. 1 жовтня після розвідки та підготовки плавальних засобів 929-й стрілецький полк перебрався через річку в районі села Хрещатик, щоб допомогти утримати плацдарм до підходу головних сил. В ніч на 2 жовтня сюди переправилися також 933-й та 936-й стрілецькі полки. Плацдарм був невеликий — 1,5 кілометри по фронту та 1 кілометр в глибину. Німецькі війська переважували в кількості, однак радянські бійці не відступали. 17 жовтня 254-а дивізія перейшла у наступ і звільнила село Хрещатик. 6 листопада після контрнаступу німецьких військ 254-а дивізія змушена була відступити за Дніпро, а для захисту плацдарму залишилась 294-а стрілецька дивізія з 438-м винищувально-протитанковим артилерійським полком. 9 листопада 254-та дивізія була перекинута південніше села Коробівки, де отримала наказ знову форсувати Дніпро.
Після тривалої підготовки в ніч з 12 на 13 листопада в 0:00 війська 254-ї стрілецької дивізії почали переправлятись через Дніпро, але цього разу в районі Дахнівки, Свидівка та Сокирного. Праворуч наступала 294-а, а ліворуч — 373-я стрілецькі дивізії. Вода на той час була неспокійна, йшов дощ та дув сильний вітер.
|  | Зі спогадів Івана Шастуна. Командир артилерійського полку полковник Яновський, розуміючи стан непогоди, звертався до нього "Синку, я тобі не наказую, я прошу: виконай бойове завдання, хоч помри, а не відступи". |

Діставшись середини Дніпра, авангардна група була помічена. Німці почали обстріл човнів та плотів, підсвічуючи все прожекторами. Рота старшого лейтенанта Едзельта була обстріляна, живі солдати діставались берега пливучи. Діставшись берега, війська вступили в бій і змогли відвоювати плацдарм діаметром всього 1 кілометр. Розширюючи плацдарм, вони вийшли на оборонний рубіж Черкас з півночі.

## Наступ на Черкаси
Німці почали свої контрнаступи, але радянські війська, разом з тими, хто переправлявся слідом, змогли витримати 9 таких натисків. Місто відігравало дуже важливу роль у всій системі оборони німецьких військ, тому його звільнення мало велике стратегічне значення в планах радянського командування для подальшого розвитку наступу військ. 17 листопада було звільнено Дахнівку та Василиху, почались бої за Соснівку. В районі сучасної 1-ї міської лікарні загинули два командири полків — Яновський та Степанов. Пізніше їх було поховано у Золотоноші.

## Чотири штурми міста
Операцію по визволенню Черкас було покладено на частини 52-ї армії 2-го Українського фронту, головну роль відіграла все та ж 254-а стрілецька дивізія, якою командував полковник Михайло Путейко. У цьому їм допомагала 373-я стрілецька дивізія. Штурм Черкас проходив у 4 спроби. 20 та 22 листопада атаки були безуспішними, 24 листопада на допомогу була висунута 7-ма гвардійська повітряно-десантна дивізія. 26 листопада радянські війська змогли пройти по місту лише до території сучасного університету. Німці оборонялися запекло, прагнучи втримати усе місто, на оборону було виставлено 72-у та 57-у піхотних дивізій, 5-у танкової дивізії СС «Вікінг». Артилерійська батарея, до якої входили командир Іван Шастун та артилеристи Нікіфоров і Конєв, на відстані 300 метрів підбила 2 передових танки, давши змогу солдатам йти у наступ.
У ніч з 28 на 29 листопада натиск розпочався з більшою силою. Бої за місто були кровопролитними та велись чи не за кожен будинок та вулицю. У Черкаській операції були задіяні 25 радянських військових з'єднань і частин, в тому числі 3 стрілецькі, 1 повітряно-десантна, 2 авіаційні і 1 зенітно-артилерійська дивізії, 4 бригади — танкова, артилерійська і 2 повітряно-десантні, 7 артилерійських полків різного призначення, серед них — полк гвардійських мінометів (відомих як «катюші»), 3 авіаційні полки і 1 окрема ескадрилья, 3 інженерно-саперні батальйони. 929-й полк підполковника Онуфрія Луценка оволодів територією водопарку і кількома кварталами на вулиці Богдана Хмельницького. Подальше просування військ стримував сильний вогонь з двоповерхового будинку у районі залізничного вокзалу. Німці перетворили його на своєрідну фортецю, що прикривала підступи до вокзалу. Щоб вибити ворога з будинку, потрібно було застосувати гармати та міномети. Військові не бажали нищити споруду всесвітньо відомого українського архітектора Владислава Городецького. Вахтанг Чіковані запропонував зробити це іншим способом. З групою автоматників на світанку він пробрався в тил ворога і несподівано атакував німців. Після короткого бою будинок було визволено.

Пам'ятник на честь 15-го окремого залізничного батальйону

В цей час 15 окремий залізничний батальйон 27 бригади разом з іншими частинами та за допомоги місцевих жителів звів 275-метровий понтонний міст. Це дозволило радянським військам перекинути до Черкас більше військової допомоги. Місто було взято в кільце оточення, німці намагалися прорвати його, тому зі сторони Сміли направили бронепотяг, 70 танків і самоходок дивізії СС «Вікінг», і завдяки цьому котел був розірваний. 4 грудня почався третій штурм і німецькі війська знову потрапили в оточення. Четвертий і останній штурм почався 9 грудня і 14 грудня об 11:00 німецькі війська були повністю відтиснені в бік Сміли. На честь цієї події у Москві пролунав 12-залповий салют із 124 гармат, орденом Червоної Зірки був нагороджений Онуфрій Луценко. Доповідь, яка надійшла до Сталіна того ж дня, містила наступну інформацію: «Війська 2-го Українського фронту, продовжуючи успішний наступ, сьогодні, 14 грудня, внаслідок напружених боїв оволоділи великим економічним центром України — містом Черкаси — важливим вузлом оборони німців на правому березі Дніпра».
В результаті звільнення, місто було майже повністю зруйнованим, встелене тілами мерців. У ніч на 15 грудня випав сніг, який трохи прикрив результати боїв.
|  | Зі спогадів Івана Шастуна. Іван Денисович послав бійця до криниці біля сучасного Центру дитячої та юнацької творчості за водою, а той повернувся і повідомив, що у ній скидані тіла мертвих людей і звідти чути плач дитини. Бійці кинулись до криниці і дістали з неї живого 4-річного хлопчика. Його потім віддали місцевій бабусі. |

В боях за Черкаси полягло понад 6 тисяч радянських бійців, втрати серед цивільного населення склали 200 осіб. Німецькі втрати нараховували близько 9 тисяч солдат та до 30 танків. Усім вище згаданим військовим підрозділам за наказом Верховного Головнокомандуючого згодом було присвоєне почесне найменування Черкаських. Сотні бійців, що полягли за звільнення міста були поховані на Пагорбі Слави у центрі міста, їхні імені викарбувані на гранітних плитах меморіалу. Було також встановлено пам'ятний знак — брилу з чорного граніту з переліком усіх військових частин і підрозділів, які відзначилися в боях за визволення міста і котрим було присвоєне найменування Черкаських.

## Подальші дії
Після визволення Черкас радянські війська наступали в бік Сміли і звільнили Хутори, Вергуни та Степанки, а 29 січня 1944 року і саму Смілу. 1944 року на польсько-радянський кордон першою вийшла саме 254-та Черкаська Червонопрапорна дивізія, якою командував 29-річний генерал-майор Михайло Путейко.